# منتصر الشعيبي
منتصر الشعيبي (1 نوفمبر 2024)، هو لاعب كرة قدم تونسي. لاعب نادي الملعب الإفريقي بمنزل بورقيبة.

## وفاته
توفي يوم الجمعة 1 نوفمبر 2024 بمنزل بورقيبة متأثرا بالحروق التي تعرض لها فجر الثلاثاء 25 أكتوبر 2024، إثر حادث انفجار قارورة غاز بمنزل عائلته الكائن بحي النجاح على خلفية تسرب الغاز داخل المطبخ. وأصيب بحروق من الدرجة الثالثة استوجبت إقامته بالمستشفى قبل أن يتوفى.